# Квирилашвили, Иван Егорович
Иван Егорович Квирилашвили (1901 год, Сигнахский уезд, Тифлисская губерния, Российская империя — дата смерти неизвестна, Гурджаанский район, Грузинская ССР) — звеньевой колхоза 7-го конгресса Коминтерна Гурджаанского района, Грузинская ССР. Герой Социалистического Труда (1949).

## Биография
Родился в 1901 году в крестьянской семье в одном из сельских населённых пунктов Сигнахского уезда (сегодня — Гурджаанский муниципалитет). Окончил местную сельскую школу. После начала коллективизации трудился рядовым колхозником в колхозе имени 7-го конгресса Коминтерна Гурджаанского района. В послевоенное время — звеньевой в этом же колхозе.
В 1948 году звено под его руководством собрало в среднем с каждого гектара по 103,3 центнера винограда с площади 3 гектара. Указом Президиума Верховного Совета СССР от 9 августа 1949 года удостоен звания Героя Социалистического Труда за «получение высоких урожаев винограда в 1948 году» с вручением ордена Ленина и золотой медали «Серп и Молот» (№ 4306).
В последующие годы звено Ивана Квирилашвили показывало высокие результаты в виноградарстве. Особенно отличилась по итогам Семилетки (1959—1965). За выдающиеся трудовые результаты во время этой пятилетки был награждён Орденом Трудового Красного Знамени.
Проживал в Гурджаанском районе. Дата его смерти не установлена.
Награды
- Герой Социалистического Труда
- Орден Ленина
- Орден Трудового Красного Знамени (02.04.1966).